# Ladislas Fodor
Pour les articles homonymes, voir Fodor.
Ladislas Fodor (né le 28 mars 1898 à Budapest, mort le 1er septembre 1978 à Los Angeles) est un écrivain et scénariste hongrois.

## Biographie
Journaliste à Budapest, il commence à écrire au début des années 1920 plusieurs comédies pour le théâtre, dont certaines sont traduites en allemand par Siegfried Geyer. A csodadoktor est la première adaptation d'une de ses pièces en 1926. Au début des années 1930, d'autres adaptations sont faites en Allemagne, en Grande-Bretagne, en France et aux États-Unis pour lesquelles il est souvent consulté.
Il s'installe à Vienne puis en part en 1938 après l'Anschluss en raison de ses origines juives. Fodor émigre en France, puis aux États-Unis. À Hollywood, il devient co-scénariste. En 1939, il écrit notamment la pièce de théâtre Birthday Gift (Születésnapi ajándék) qui sera portée à l'écran en 1940 par Henry Hathaway sous le titre Le Grand Sam.
Dans les années 1950, il revient en Europe et s'installe vers la fin de la décennie en République fédérale d'Allemagne. Le producteur Artur Brauner le convainc à plusieurs reprises d'être le coscénariste de ses projets, notamment de La Vengeance de Siegfried et de Pour la conquête de Rome.

## Filmographie
- 1931 : Le Bal, de Wilhelm Thiele
- 1936 : Dortoir de jeunes filles (Girls Dormitory) d'Irving Cummings
- 1936 : Girls' Dormitory (1936 Austrian film) (en) (Mädchenpensionat) de Géza von Bolváry
- 1941 : A Very Young Lady de Harold D. Schuster
- 1942 : Six Destins (Tales of Manhattan), de Julien Duvivier
- 1942 : Girl Trouble de Harold D. Schuster
- 1944 : Tampico, de Lothar Mendes
- 1947 : L'Orchidée blanche (The Other Love), d'André de Toth
- 1949 : Passion fatale (The Great Sinner), de Robert Siodmak
- 1958 : Les Aventures de Tom Pouce (Tom thumb), de George Pal
- 1959 : Du bist wunderbar
- 1959 : Grand Hôtel (Menschen im Hotel), de Gottfried Reinhardt
- 1960 : Scheidungsgrund: Liebe (de)
- 1961 : La Grande Roue (Das Riesenrad), de Géza von Radványi
- 1961 : Le Retour du docteur Mabuse
- 1962 : L'Invisible docteur Mabuse
- 1962 : Échec à la brigade criminelle (Das Testament des Dr. Mabuse), de Werner Klingler
- 1963 : Frühstück im Doppelbett
- 1963 : Der Würger von Schloss Blackmoor (de)
- 1963 : Mabuse attaque Scotland Yard de Paul May
- 1964 : Das Phantom von Soho (de)
- 1964 : Les Cavaliers rouges
- 1964 : Docteur Mabuse et le Rayon de la mort de Hugo Fregonese et Victor De Santis
- 1965 : Les Mercenaires du Rio Grande (Der Schatz der Azteken), de Robert Siodmak
- 1965 : La Pyramide du dieu Soleil (Die Pyramide des Sonnengottes), de Robert Siodmak
- 1966 : Wer kennt Johnny R.? (de)
- 1967 : La Vengeance de Siegfried, de Harald Reinl
- 1967 : Les Corrompus de James Hill
- 1968 : La Vengeance du scorpion d'or (Im Banne des Unheimlichen)
- 1968 : Pour la conquête de Rome I (Kampf um Rom I - La calata dei Barbari) de Robert Siodmak
- 1969 : Pour la conquête de Rome II (Kampf um Rom II - Der Verrat) de Robert Siodmak
- 1969 : L'Homme à l'œil de verre (Der Mann mit dem Glasauge) d'Alfred Vohrer
- 1970 : Michel Strogoff
- 1971 : Le Diable vint d'Akasava (Der Teufel kam aus Akasava), de Jesús Franco